# 洛奇 (匈牙利)
洛奇，是匈牙利沃什州所辖的一个村，总面积5.13平方公里，总人口128，人口密度25.0人/平方公里（2010年1月1日）。